# Вільям Еллері Чаннінґ
Вільям Еллері Чаннінґ (англ. William Ellery Channing; 7 квітня 1780, Ньюпорт, Род-Айленд — 2 жовтня 1842, Олд-Беннінгтон, Вермонт) — американський священник і письменник. Він став відомим як «Апостол унітаризму». Чаннінґ був відомий своїми пристрасними проповідями та публічними виступами. Він втілював ліберальну теологію свого часу. Релігійні погляди та думки Чаннінґа вплинули на трансценденталізм у Новій Англії, хоча він сам не належав до цього руху.

## Життя
Спочатку він вивчав теологію в Ньюпорті та закінчив Гарвард у 1798 році. Потім він працював приватним репетитором у Річмонді. Радикалізм Французької революції непокоїв його в цей час, як і ортодоксальний американський кальвінізм. Він відкидав кальвіністську доктрину про приречення та вічне прокляття. Його релігійний світогляд характеризувався більш поміркованим ставленням до бога.
У 1803 році Чаннінґ став проповідником у церкві на Федерал-стріт у Бостоні, де він залишався до кінця свого життя. У 1809 році його було обрано до Американської академії мистецтв і наук. Його вважали визнаним речником унітаризму з моменту, коли він виголосив проповідь про висвячення Джареда Спаркса в Балтиморі в 1819 році. У цій промові під назвою «Унітаріанське християнство» він підсумував основні принципи унітаріанської віри: відкидання Трійці, віру в доброту людини та вимогу тлумачити Біблію розумно. В іншій відомій промові «Подібність до Бога» Чаннінґ через кілька років заявив, що людина має потенціал етично вдосконалювати себе до такої міри, щоб стати подібною до Бога. Тоді усталений кальвінізм звинуватив його в єресі.

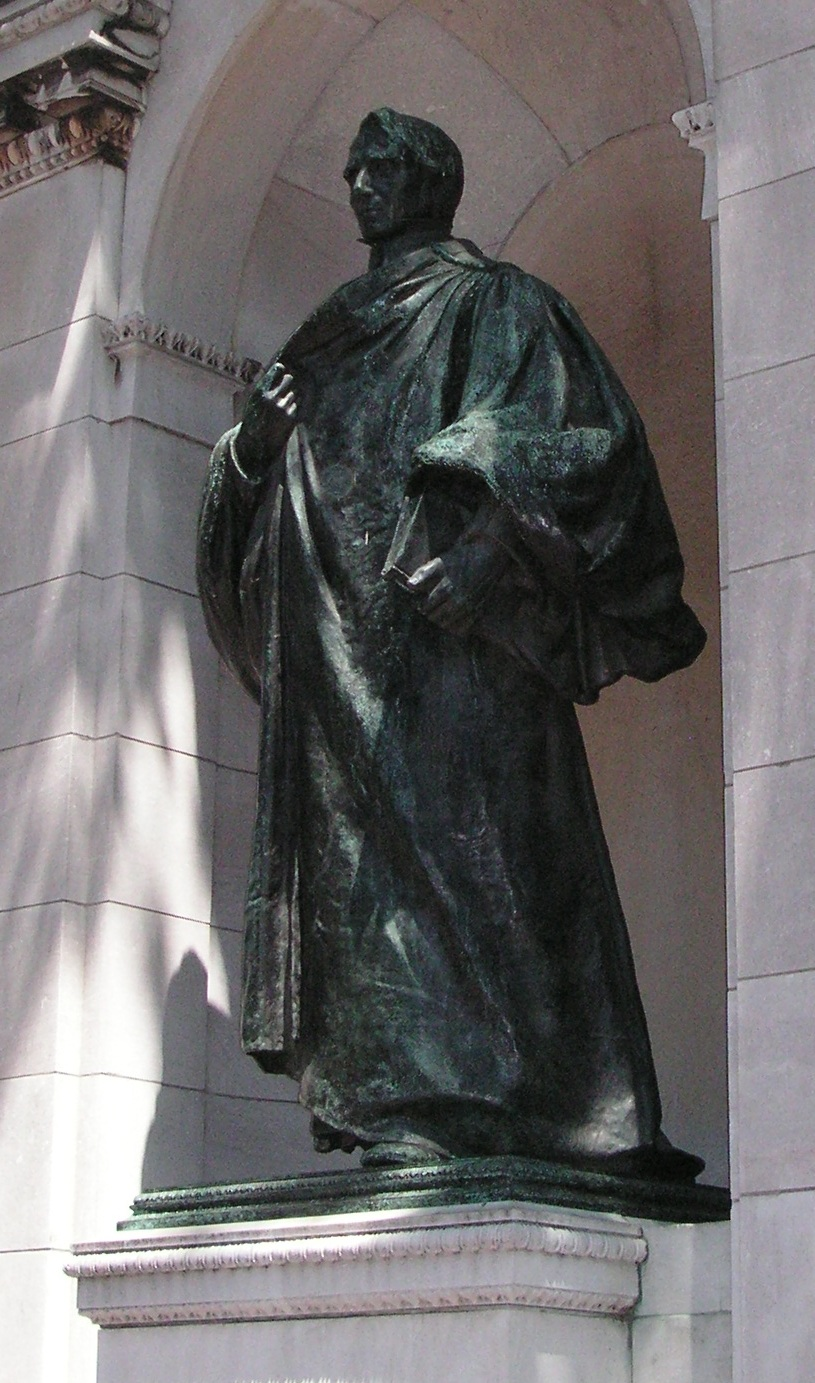
Пам'ятник Чаннінґу в Бостоні

У пізніші роки своєї кар'єри Чаннінґ проповідував проти рабства, але ніколи прямо не закликав до його скасування. Хоча він завжди займав помірковані позиції, його ораторський талант і великий вплив на релігійне та суспільне життя в Новій Англії здобули йому неприязнь деяких консерваторів. Суперечка щодо керівництва, що спалахнула всередині Унітаріанської церкви, яка змусила Ральфа Волдо Емерсона та Джорджа Ріплі піти у відставку зі своїх пасторських посад або дистанціюватися від церкви, не могла бути вирішена Чаннінґом. Чаннінґ був відомий за межами Нової Англії. У Європі його праці поширилися не лише в Англії та Франції, а й у Німеччині завдяки Бунзену.
Двоє з його племінників були відомими трансценденталістами: Вільям Еллері Чаннінґ (1818–1901), більш відомий як Еллері Чаннінґ, був сином його брата Волтера Чаннінґа (1786–1876). Вільям Генрі Чаннінґ був сином його брата, Френсіса Дейни Чаннінґа.

## Вибрані твори
- The Christian Examiner of Remarks on the Character and Writings of John Milton. 1826.
- Analysis of the character of Napoleon Bonaparte. 1827–1828, wurde in Leipzig von Karl Heinrich Hermes unter dem Titel Napoleon, sein Charakter und seine Zeit 1831 herausgegeben.
- Essay on the Character and Writings of Fénelon. 1829.
- The works. With an introduction. New and compl. ed., rearranged to which is added the perfect life, American Unitarian Assoc., Boston 1899 (V, 1060 S.).

## Вебпосилання
- Бібліографія. Вільям Еллері Чаннінґ // Німецька національна бібліотека
- Вільям Еллері Чаннінґ в онлайн-версії «Encyclopædia Britannica».  (англ.)

## Окремі посилання
1. 1 2 3  Bibliothèque nationale de France BNF: платформа відкритих даних — 2011.
2. 1 2  Encyclopædia Britannica
3. 1 2  Deutsche Nationalbibliothek Record #100600255 // Gemeinsame Normdatei — 2012—2016.
4. ↑  Чеська національна авторитетна база даних
5. 1 2  Lundy D. R. The Peerage
6. 1 2 3 4 5 6  Kindred Britain